# Mossey River (municipalité rurale)
Mossey River est une municipalité rurale du Manitoba située à l'ouest de la province dans la région de Parkland. La population de la municipalité s'établissait à 528 personnes en 2016. La ville de Winnipegosis est enclavée dans le territoire de la municipalité.

## Démographie
| 2001 | 2006 | 2011 | 2016 |
| ---- | ---- | ---- | ---- |
| 686  | 614  | 539  | 528  |

## Territoire
La communauté de Fork River est comprise sur le territoire de la municipalité rurale.

## Référence
- (en) Cet article est partiellement ou en totalité issu de l’article de Wikipédia en anglais intitulé « Rural Municipality of Mossey River » (voir la liste des auteurs).

1. ↑  « Statistique Canada - Profils des communautés de 2006 -    Mossey River » (consulté le 6 juin 2020)
2. ↑  « Statistique Canada - Profils des communautés de 2016 - Mossey River » (consulté le 3 juin 2020)